# Abrazo de Maquinhuayo
Se conoce como Abrazo de Maquinhuayo al episodio que puso fin a la primera guerra civil de la historia republicana del Perú.
En el paraje de Maquinhuayo, cerca de Jauja (Perú), el 24 de abril de 1834 las tropas rebeldes dirigidas por José Rufino Echenique se pasaron a las del presidente Luis José de Orbegoso.

## Rebelión autoritaria de Bermúdez
El general Pedro Bermúdez, con el apoyo del expresidente Agustín Gamarra, se había levantado contra el gobierno liberal de Orbegoso y la Convención Nacional, en enero de 1834. Tras intentar infructuosamente tomar por asalto la Fortaleza del Real Felipe (donde se había refugiado Orbegoso), Bermúdez y sus tropas abandonaron Lima, replegándose a la sierra central del país, hasta donde fueron a buscarlo las tropas gobiernistas.
Sin embargo, una parte de las fuerzas orbegosistas al mando de Guillermo Miller tuvo un serio revés en la batalla de Huaylacucho (cerca de Huancavelica), por lo que Bermúdez decidió salir en busca de Orbegoso, para entablar la batalla final. No obstante, los bermudistas se hallaban desmoralizados, pues recibían el rechazo del pueblo, que era mayoritariamente orbegosista. Un lugarteniente de Bermúdez, el entonces mayor José Rufino Echenique, se puso de acuerdo con varios jefes e intentó que su caudillo celebrara un tratado con el presidente. Ante la negativa de Bermúdez, Echenique avisó a Orbegoso sobre su plan y le pidió que no se retirase a Lima. En seguida, Bermúdez fue depuesto, y se le dieron las facilidades para que viajase junto con José María de Pando y el periodista Andrés Garrido, redactor de La Oliva de Ayacucho.
Las tropas que habían sido bermudistas encontraron a las de Orbegoso en orden de batalla, en el llano de Maquinhuayo. El Presidente ordenó que ambas fuerzas formaran pabellones y que enseguida marchasen los soldados de una y otras hasta poserse frente a frente. Se dieron entonces un abrazo en testimonio de confraternidad y concordia en medio de un júbilo general.
El decreto del 25 de agosto de 1834 ordenó levantar una columna en ese lugar con la siguiente inscripción:

«El amor a la Patria unió aquí, en el mismo sitio y en la misma hora, a quienes se iban a batir; y convirtió en campo de amistad el que iba a serlo en sangre».